# Ma Zhenxia
Zhenxia Ma (1º agosto 1998) è una marciatrice cinese, medaglia d'oro alle olimpiadi giovanili.

## Carriera
Nel 2014 ha vinto la medaglia d'oro nella 5 chilometri di marcia alle Olimpiadi giovanili di Nanchino, in Cina.
Nel 2015, ha vinto la medaglia d'oro nei 5000 metri di marcia  ai Campionati asiatici allievi di atletica leggera a Doha, in Qatar. In quello stesso anno, è diventata campionessa mondiale dei 5000 metri di marcia ai Campionati mondiali under 18 di atletica leggera 2015 a Cali, capitale colombiana.
Ha vinto la gara femminile junior ai Campionati mondiali di marcia a squadre IAAF  svoltisi a Roma nel 2019, in Italia. Nello stesso anno, si è anche laureata campionessa del mondo nei 10.000 metri di marcia femminili ai campionati mondiali U20 IAAF 2016 svoltisi a Bydgoszcz, in Polonia.
Ha vinto la gara femminile ai campionati asiatici di marcia nel 2019.
Nel 2022 è arrivata decima nella gara della  20 chilometri di marcia ai Campionati mondiali di atletica leggera a Eugene, Oregon, Stati Uniti.
Nel 2023 si è aggiudicata la settima piazza nella gara della  20 chilometri di marcia ai Campionati mondiali di atletica leggera a Budapest, Ungheria.

## Palmarès
| Anno | Manifestazione               | Sede      | Evento           | Risultato | Prestazione | Note |
| ---- | ---------------------------- | --------- | ---------------- | --------- | ----------- | ---- |
| 2014 | Olimpiadi giovanili          | Nanchino  | Marcia 5000 m    | Oro       | 22'22"08    |      |
| 2014 | Olimpiadi giovanili          | Nanchino  | 8x100 m          | Batteria  | 1'47"98     |      |
| 2015 | Mondiali U18                 | Cali      | Marcia 5000 m    | Oro       | 22'41"08    |      |
| 2015 | Asiatici U18                 | Doha      | Marcia 5000 m    | Oro       | 23'45"19    |      |
| 2016 | Mondiali di marcia a squadre | Roma      | Marcia 10 km U20 | Oro       | 45'25"      |      |
| 2016 | Mondiali U20                 | Bydgoszcz | Marcia 10000 m   | Oro       | 45'18"45    |      |
| 2019 | Asiatici di marcia a squadre | Nomi      | Marcia 20 km     | Oro       | 1h28'28"    |      |
| 2022 | Mondiali di marcia a squadre | Mascate   | 20 km a squadre  | Oro       | 10 pt.      |      |
| 2022 | Mondiali                     | Eugene    | Marcia 20 km     | 10ª       | 1h30'39"    |      |
| 2023 | Mondiali                     | Budapest  | Marcia 20 km     | 7ª        |             |      |
| 2023 | Giochi asiatici              | Hangzhou  | Marcia 20 km     | Argento   | 1h30'04"    |      |
| 2024 | Giochi olimpici              | Parigi    | Marcia 20 km     | 11ª       | 1h29'15"    |      |